# Paul Vollmar
Paul Vollmar (ur. 11 października 1934 w Überlingen, zm. 2 maja 2021 w Zurychu) – niemiecki duchowny rzymskokatolicki działający w Szwajcarii, marianista, w latach 1993–2009 biskup pomocniczy Chur.

## Życiorys
Święcenia kapłańskie przyjął 14 marca 1964 w zakonie marianistów. 4 marca 1993 papież Jan Paweł II mianował go biskupem pomocniczym Chur ze stolicą tytularną Missua. Sakry udzielił mu 31 maja 1993 kardynał Bernardin Gantin, ówczesny prefekt Kongregacji ds. Biskupów. W październiku 2009 osiągnął biskupi wiek emerytalny (75 lat) i zakończył swoją posługę. Od tego czasu pozostawał jednym z biskupów seniorów diecezji.